# Forty w Piątnicy

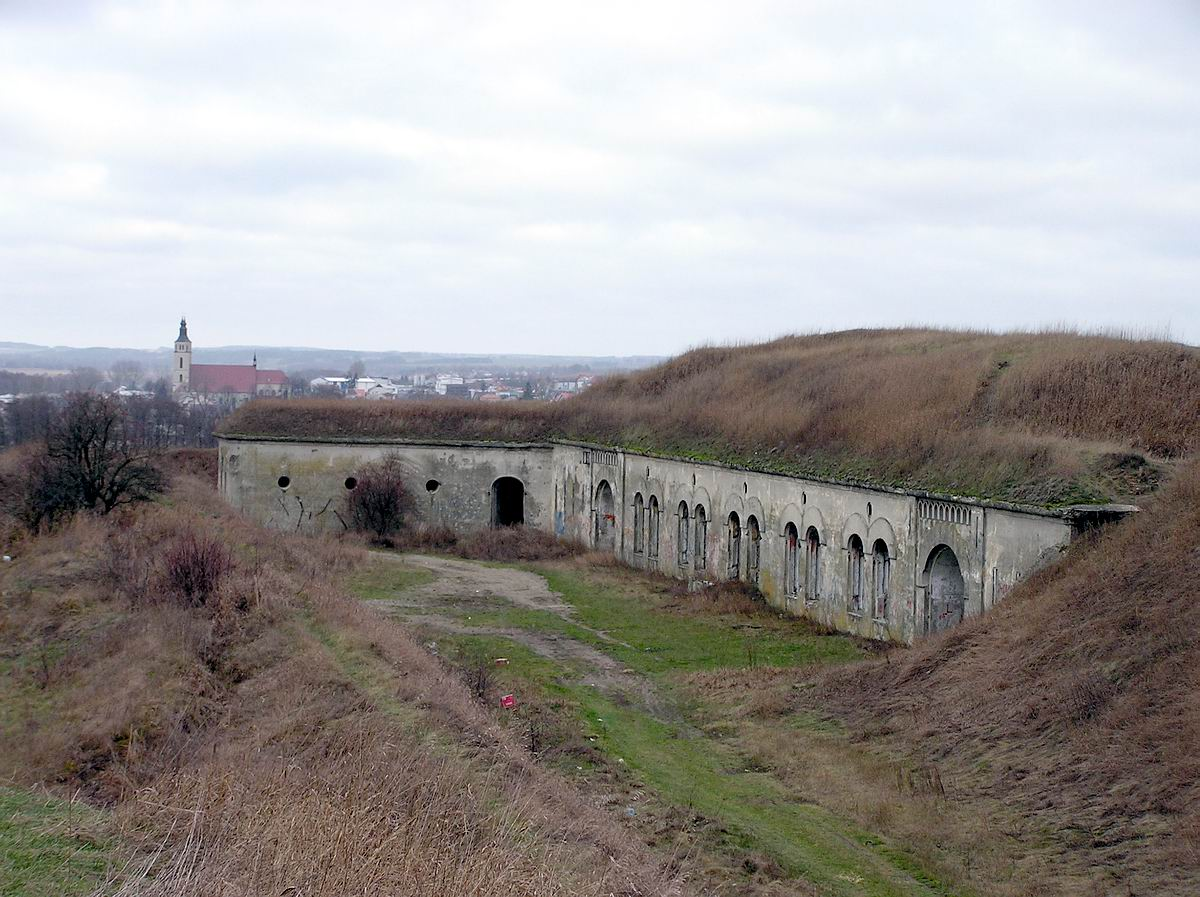
Fragment fortu I – koszary i kaponiera szyjowa (po lewej)

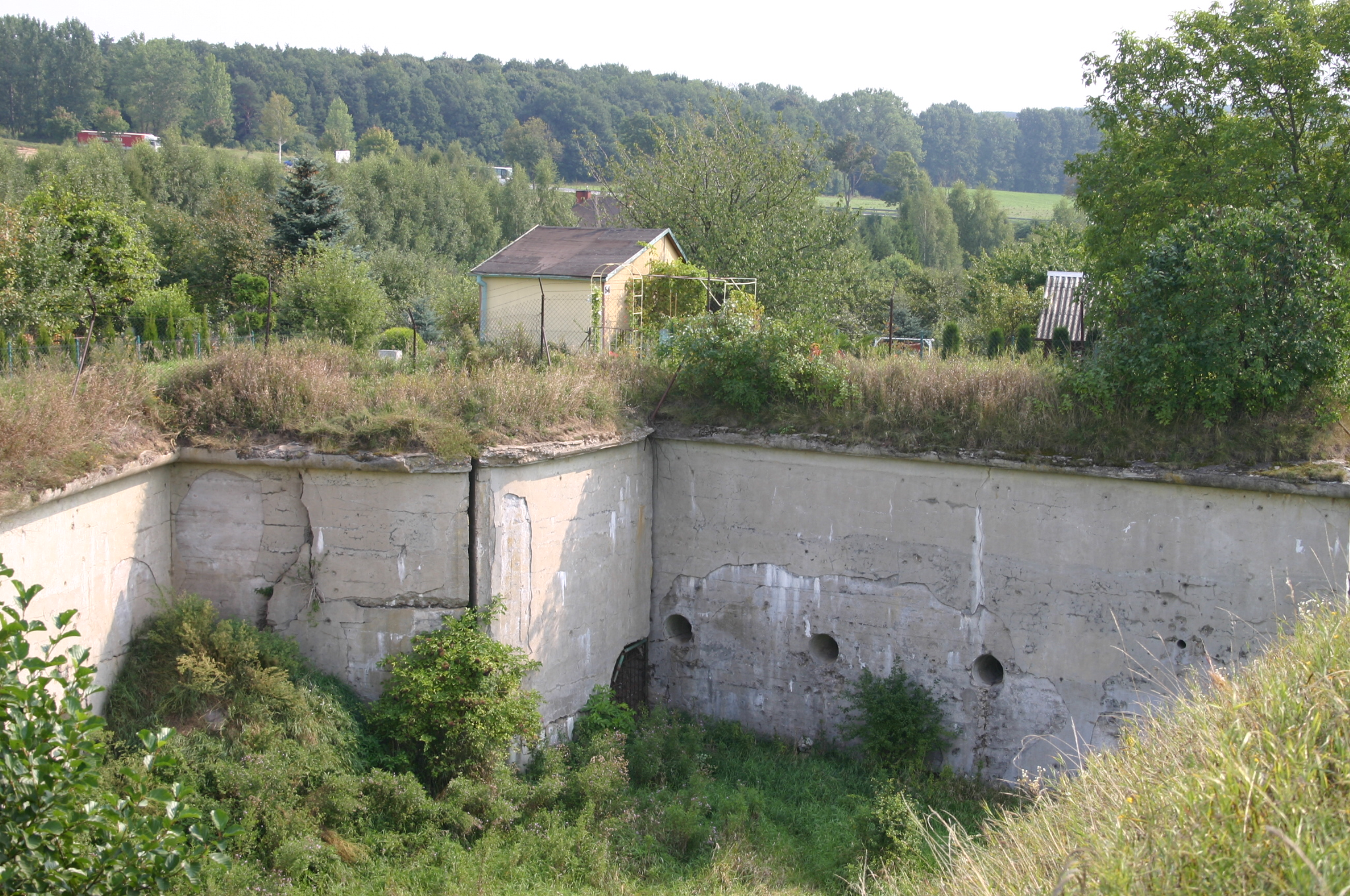
Fragment fortu III – półkaponiera w przeciwstoku (a za nią główny kierunek obrony fortu)

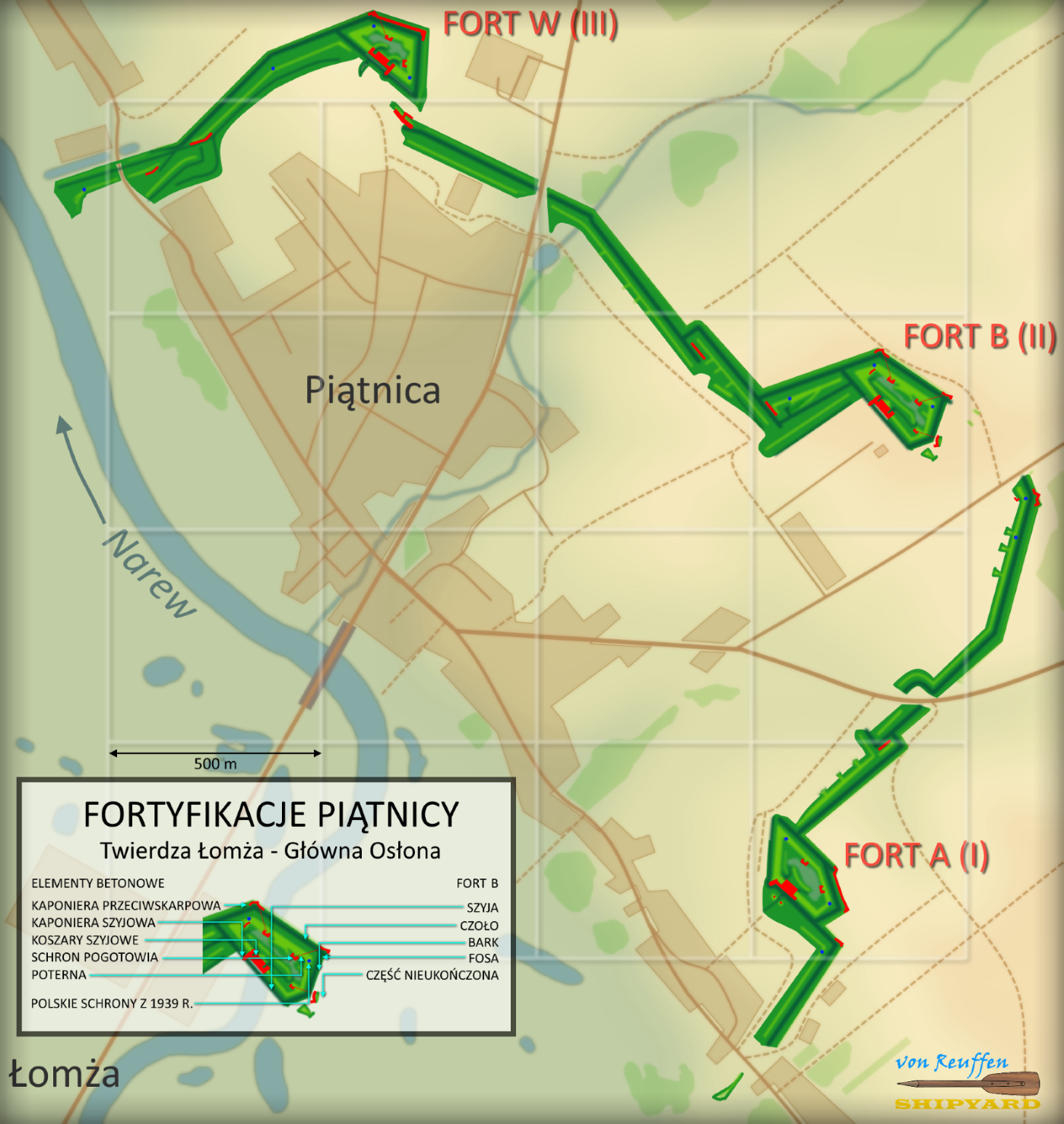
Twierdza Łomża – umocnienia na prawym brzegu Narwi

Forty w Piątnicy Poduchownej – trzy potężne forty połączone systemem wałów i fos w zespół o nazwie „Główna Osłona”, są fragmentem XIX-wiecznych umocnień Twierdzy Łomża.
Pięć fortów twierdzy zaczęto budować w 1887 roku. Były to najpierw ziemne reduty, następnie 3 forty w Piątnicy rozbudowano, między innymi dodając elementy betonowe. Forty w Piątnicy pierwotnie oznaczono numerami 1 (wschodni), 2 (środkowy) i 3 (zachodni), a następnie przemianowano, zgodnie z rosyjskim alfabetem, na A, B, W.
W odróżnieniu od klasycznych twierdz fortowych obiekty w Piątnicy połączono w ciągły pas obrony, z wałami, fosami, osłoniętą drogą do szybkiego przerzutu wojsk i zaopatrzenia, a także ze schronami biernymi i bojowymi. Ponadto planowano budowę nowych fortów, wysuniętych na przedpole Twierdzy – „Kalinowo”, „Rządkowo”, „Czarnocin”, „Jeziorko” i „Budy”. Głównym budowniczym był generał Aleksiej Szoszin. Prawdopodobnie rozbudowa nie wyszła poza fazę planowania, a w roku 1909 twierdza została skasowana.
W 1939 roku Wojsko Polskie wzmocniło fortyfikacje, budując na wałach 12 małych schronów ze stanowiskami broni maszynowej. Umocnienia w Piątnicy były głównym punktem oporu polskich wojsk podczas bitwy pod Łomżą, będącej jedną z bitew kampanii wrześniowej 1939.
Fortyfikacje w Piątnicy stanowiły nowoczesny, jednolity kompleks obronny, ze zwielokrotnionym pokryciem ogniem przedpola, zwłaszcza dróg prowadzących do Łomży. Poszczególne forty miały indywidualny, asymetryczny narys.

## Legendy
Istnieje legenda o niezbadanym dotychczas tunelu biegnącym pod rzeką Narwią i łączącym forty z klasztorem ojców kapucynów. Są to jednak niczym nieuprawnione domysły; wykonanie pod rzeką kilkukilometrowych podziemnych chodników nie miało sensu z punktu widzenia wojskowości, przekraczało możliwości techniczne ówczesnych wojsk inżynieryjnych i nie ma odzwierciedlenia w materiałach źródłowych.
Także inna hipoteza, jakoby po II wojnie światowej forty mogły być miejscem anonimowych pochówków zamordowanych przez UB członków opozycji antykomunistycznej, nie nosi cech prawdopodobieństwa.